# Erika Kirpu
Erika Kirpu, née le 22 juin 1992 à Tartu, est une escrimeuse estonienne qui pratique l'épée au niveau international.
Kirpu fait partie de l'équipe féminine d'Estonie à l'épée, qui remporte la première médaille d'or estonienne dans des championnats d'Europe d'escrime, en 2013 à Zagreb. Elle est également médaillée de bronze européenne par équipes en 2012, à Legnano et médaillée d'argent mondiale par équipes en 2014, à Kazan. En 2021, elle remporte l'or par équipes aux Jeux olympiques de Tokyo.
En individuel, Erika Kirpu est championne d'Europe cadette en 2008. Chez les juniors, elle compte un titre de championne du monde et d'Europe par équipes. En 2014, elle remporte sa première médaille chez les seniors avec la médaille de bronze aux championnats du monde à Kazan.

## Palmarès
- Jeux olympiques
  -  Médaille d'or par équipes aux Jeux olympiques de 2020 à Tokyo

- Championnats du monde d'escrime
  -  Médaille d'argent par équipes en 2014 à Kazan
  -  Médaille de bronze en individuel en 2014 à Kazan

- Championnats d'Europe d'escrime
  -  Médaille d'or par équipes en 2016 à Toruń
  -  Médaille d'argent par équipes en 2015 à Montreux en Suisse
  -  Médaille d'or par équipes en 2013 à Zagreb
  -  Médaille de bronze par équipes en 2012 à Legnano